# Жана Моро
Жана Моро (фр. Jeanne Moreau; Париз 23. јануар 1928 — Париз 31. јул 2017) бивша је француска филмска глумица.
Каријеру је почела 1946. године у Комеди франсез, са којом је дебитовала 1947. године на фестивалу у Авињону. На филм прелази 1951. године. Прославила се у филмовима француског Новог таласа, после Другог светског рата. После улога у филмовима француског режисера Луја Мала из 1958. године Лудост и Љубавници (Les Amants) скренула је пажњу на себе.

## Живот и каријера

### Породица и порекло
Власник ресторана на Монмартру, Жанин отац Антанол, упркос противљењу своје породице, оженио се са Британком Кетлин Бакли, играчицом која је из Енглеске дошла у "Фоли Бержер". 
Жана се родила 1928. године. За време рата и окупације Француске породица се преселила у други крај града, у стан који се налазио изнад прометног бордела. Мајка је играла и тако зарађивала за живот. Родитељи су јој се растали када је имала 11 година. Мајка се вратила у Енглеску са млађом сестром Мишел, а Жана је остала са оцем у Паризу. Касније је истицала да је била очева мезимица а да је од мајке наследила љубав према испијању чаја с млеком. У том периоду посећивала је париска позоришта и маштала о каријери плесачице. Када је имала 15 година и видела представу Антигона пожелела је да буде глумица.
Жана Моро први пут се удала као изузетно млада 1949. године за Жана Луја Ришара, француског глумца, редитеља и сценаристу од кога се развела 1955. године. Потом се удала и за прослављеног америчког редитеља Вилијема Фридкина 1977. године. Тај брак је трајао две године.
Њена веза с Лујом Малом окончана је после успеха филма Љубавници, но некако у то време редитељ и филмски критичар Франсоа Трифо и његово окружење постају део свакодневице Жане Моро.
Била је у љубавној вези и са модним креатором Пјером Карденом као и са Марчелом Мастројанијем.
Жана Моро је умрла у својој кући у Паризу 31. јула 2017. године, у својој 89. години живота. Председник Француске Емануел Макрон изјавио је поводом смрти славне глумице да је Моро била "отелотворење француске кинематографије" и "слободан дух који се увек супротстављао утврђеном реду".
После вести да је умрла, славна глумица Брижит Бардо изјавила је да је Жана Моро волела живот и ризике, те да је у томе била бескомпромисна. Када је посао у питању, Жана се с предумишљајем препуштала ризику који је подразумевао сарадњу с људима што деле иста или слична мишљења. Они други филмско хазардерство велике глумице могли су да гледају само на екрану.

### Икона Новог таласа
Жана је деловала меланхолично, често тужно. Њен сексепил долазио је са супротне стране. Груб глас, изузетна дикција, оштар поглед и одлучност у настојању да изложи и оправда свој став, биле су неке од карактеристика славне Парижанке.
Средином шездесетих година новинар немачког листа "Шпигел" питао ју је да ли је она заиста тужна жена, Жана је одговорила:
```
"Нисам, уопште нисам тужна. Напротив, ја сам весела. А знате шта не волим? Не волим да живим извештачено као класичне филмске звезде. Мислим да треба бити стално међу људима, а ја највише волим да будем међу својим пријатељима. Само понекад желим да будем сама.”
[
2
]
```

Жана Моро је прва француска глумица која се на филму појавила нага. Феминисткиња од почетка.

### Глумачка каријера
Жана Моро је била образована глумица, завршила Конзерваториј у Паризу, а потом Француску комедију.
Каријеру је почела у позоришту "Комеди франсез" одмах после Другог светског рата. Као ученица 1946. дебитује у представи Излазак сунца, а годину дана касније игра у Тургењевљевом комаду Месец дана на селу. Улоге ће се смењивати, али Жана ће свој таленат потпуно открити почетком педесетих у улогама Наталије од Оранжа (Хамбуршки принц, Фон Клајнста) и Лукреције (Нова Мандрагора, Ж. Вотјеа).
Позоришни успех пратио је и њену надолазећу филмску каријеру. На филму дебитује 1948. године у Последњој љубави Жана Стелија, а две године касније код Андреа Бертомјеа добија главну улогу у филму Пигал – Сен Жермен де Пре. Жана игра главне улоге, али и оне споредне.
До Лифта за губилиште Луја Мала, који јој доноси светску славу, остварила је низ значајних улога попут насловне у Краљици Марго Жана Древијеа, Интриганткињама Анрија Декоена или Др Швајцеру Андреа Агеа.
Каријеру су обележиле и улоге у остварењима: Човек мог живота (Ги Лефранк), Жилијета (Марк Алегре), Господин Ле Кеј (Андре Пергаман), Вучица (Луј Заславски), Чудни господин Штир (Ремон Бејли). Није одбијала улоге које су јој нуђене. Рекла је: 
```
"Снимала сам све што ми се нудило. Сматрам да на почетку каријере глумица и не треба друкчије да поступа. На тај начин она се навикава на рад на филму и то јој омогућава да је запазе значајни редитељи."
[
2
]
```

Следи сарадња са Орсоном Велсом. Улога у филму Процес (1962) је доводи на снимање у тадашњу Југославију. Следи улога у Фалстафу (1965).
Између Лифта за губилиште и филма Живела Марија, успешна сарадња с Малом обухвата и малу улогу у Лудом пламену (1963).
Година 1963. година је била изузетно важна у каријери Жане Моро. Обележила ју је сарадња с Луисем Буњуелом, Жаком Демијем и Џоном Франкенхајмером. 
Буњуел је већао о главној улози свог будућег филма Дневник једне собарице. Буњуелово присуство на Фестивалу у Кану искористила је Жана Моро и затражила од редитеља заједнички доручак. Буњуел је прихватио позив и до краја доручка одлучио је да улогу повери Жани Моро. Тај филм 1964. године Жани Моро доноси награду за најбољу женску улогу на Фестивалу у Карловим Варима.
Следи сарадња са једним од њених омиљених редитеља Жаком Демијем на филму Залив анђела.
Међу Жаниних готово 150 филмских и телевизијских улога незаобилазна је и она у Љубавницима (1958) Луја Мала, која јој је донела награду у Венецији. Кански еквивалент (награду је поделила с Мелином Меркури) добија 1960. за улогу у филму Модерато кантабиле. Успеси у Венецији и Кану пренели су се на Берлински фестивал 1961. године где је њена сарадња с Мастројанијем запажена у филму Ноћ Микеланђела Антонионија.
Жана Морао је у наредном периоду играла насловну улогу у Жан-Луј Ришаровом филму Мата Хари, агент Х21 (1964). Следи сарадња са Трифоом. Године 1962. глуми у филму Жил и Џим који је доживео успех. Затим су ту 400 удараца (1959) и  Невеста је била у црнини (1968).
Сем снимања у Европи и у Француској, Жана Моро је каријеру градила и ван Старог континента. Године 1976. сарадња с Џозефом Лоузијем и Аленом Делоном на Господину Клајну, затим улога Диди у Последњем тајкуну, завршном филму каријере Елије Казана, који представља екранизацију Фицџералдовог романа.
И поред успешних америчких продукција (Воз, Победници, Жути ролс-ројс), Жана Моро је често истицала предности рада у Европи, пре свега у Француској, говорећи да јој рад с пријатељима даје могућност да преправља сцене и да води дуге разговоре с редитељем док сваку ствар не поставе на своје место.
Следила је улога у филму Преостало време (2005) Франсоа Озона. 
Играла је и у својим 80-им годинама, а међу последњим њеним филмовима био је Le talent de mes amis Алекса Луца из 2015. године.
Била је позната по дубоком гласу и извожењу "Le Tourbillon de la Vie" у филму Жил и Џим.
За часопис "Тајм" шездесетих година Жана Моро је дала интервју где је дала тумачење професије, из личног угла:
```
„Како ми је мрско када чујем да људи говоре о глуми као о професији. Глума уопште није професија; то је начин живота, један начин који употпуњује онај други. Глумцу је потребан осећај стапања, несвесна сродност с улогом, ништа више од тога. Нема ни говора о трагању за личношћу из стварног живота. Апсурдно је и помислити да се за само неколико недеља може ући у једну личност. Уопште не студирам своје улоге пре него што камере почну да снимају. И онда, одједном, све почиње.”
[
2
]
```

### Награде и признања
Осим бројних глумачких награда, Жана Моро је добила и готово сва европска почасна признања за каријеру.
Добитница је награде за најбољу глумицу у Кану за улогу у филму Модерато кантабиле 1960. године. Добила је награду Бафта за најбољу страну глумицу за улогу у филму Живела Мариа! Луја Мала 1967. године.
Добила је почасног Оскара за животно дело и награду Цезар 1993. године за филм Старица која је ходала морем Лорена Ајнемана.

## Познатији филмови
- Љубавници (Les Amants)- Луј Мал (Louis Malle 1958 )
- Модерато кантабиле (Moderato cantabile) - Питер Брук (Peter Brook 1960)
- Ноћ - Микеланђело Антониони (Michelangelo Antonioni 1961)
- Жил и Џим (Jules et Jim) - Франсоа Трифо (François Truffaut 1962)
- Процес (Le Procès) - Орсон Велс (Orson Welles 1962)
- Дневник једне собарице (Le Journal d'une femme de chambre) - Луис Буњуел (Luis Buñuel 1964)
- Невеста је била у црнини (-(La mariée était en noir)-) - Франсоа Трифо (François Truffaut 1969} - 1967)
- Мало позотиште Жана Реноара (-(Le Petit Théâtre de Jean Renoir)-) - Жан Реноар (Jean Renoir 1969)

## Режија
Жана Моро на филму се, осим као глумица, опробала и као редитељ и сценариста. Окушала се као редитељ снимивши два филма: 
- Светло (Lumière) 1976
- Адолесценткиња (L'Adolescente) 1978[1]